# Spiringen
Spiringen är en ort och kommun i kantonen Uri, Schweiz. Kommunen har 889 invånare (2023).
Till kommunen hör också exklaven Urner Boden med byn Urnerboden. De både kommundelarna skiljs åt genom kommunen Unterschächen och det kortaste avståndet mellan delarna är cirka 6 km.